# 人民广场历史文化风貌区
人民广场历史文化风貌区是中国上海市立法保护的历史文化风貌区之一，也是中心城区12个历史文化风貌区之一。

## 特色风貌
- 商业文娱建筑
- 里弄住宅

## 建筑年代
大体上介于1860年到1941年（太平洋战争爆发）之间，为旧上海公共租界代表区域。

## 保护范围
- 东界：浙江中路—九江路—云南中路；
- 南界：延安东路—黄陂北路—大沽路—重庆北路—威海路；
- 西界：成都北路；
- 北界：北京西路—长沙路—凤阳路—六合路—宁波路—贵州路—天津路。

地处上海市中心黄浦区，昔日属于上海公共租界中区和西区的范围。占地面积共107公顷。

## 景观道路
- 南京东路
- 南京西路
- 西藏中路
- 黄陂北路
- 武胜路

## 经典建筑

### 全国重点文物保护单位
- 南京西路170号——国际饭店

### 上海市优秀历史建筑
- 南京东路627、635号——老新永安公司
- 南京东路690号——先施公司
- 南京东路720号——新新公司
- 南京东路830号——大新公司
- 南京西路104号——金门大酒店
- 南京西路1025弄——西侨青年会
- 南京西路216号——大光明大戏院
- 南京西路325号——跑马总会
- 延安东路523号——南京大戏院
- 西藏中路520号——大上海大戏院